# Nowa Wróblina
Nowa Wróblina (prononciation : [ˈnɔva vruˈblina]) est un village polonais de la gmina de Stanin dans le powiat de Łuków de la voïvodie de Lublin dans l'est de la Pologne.
Il se situe à environ 4 kilomètres au sud de Stanin (siège de la gmina), 16 kilomètres au sud-ouest de Łuków (siège du powiat) et 70 kilomètres au nord de Lublin (capitale de la voïvodie).
Le village comptait approximativement une population de 166 habitants en 2015.

## Histoire
De 1975 à 1998, le village est attaché administrativement à l'ancienne voïvodie de Siedlce.
Depuis 1999, il fait partie de la nouvelle voïvodie de Lublin.